# Nanojapyx pagesi
Nanojapyx pagesi är en urinsektsart som beskrevs av Smith 1959. Nanojapyx pagesi ingår i släktet Nanojapyx och familjen Japygidae. Inga underarter finns listade i Catalogue of Life.